# 苏姗·汉普希尔
苏姗·汉普希尔（英語：Susan Hampshire，1937年5月12日—），女，英国演员。曾获得黄金时段艾美奖迷你影集／电视电影最佳女主角。